# Filippinernas barockkyrkor
Filippinernas barockkyrkor är ett världsarv bestående av 4 barockkyrkor i Filippinerna.
Följande kyrkor ingår i världsarvet:
- San Agustin kyrka i Manila
- La Nuestra Senora de la Asuncion kyrka i Santa Maria[förtydliga]
- San Agustin kyrka i Paoay
- Santo Tomas de Villanueva kyrka i Miag-ao